# George Sammet junior

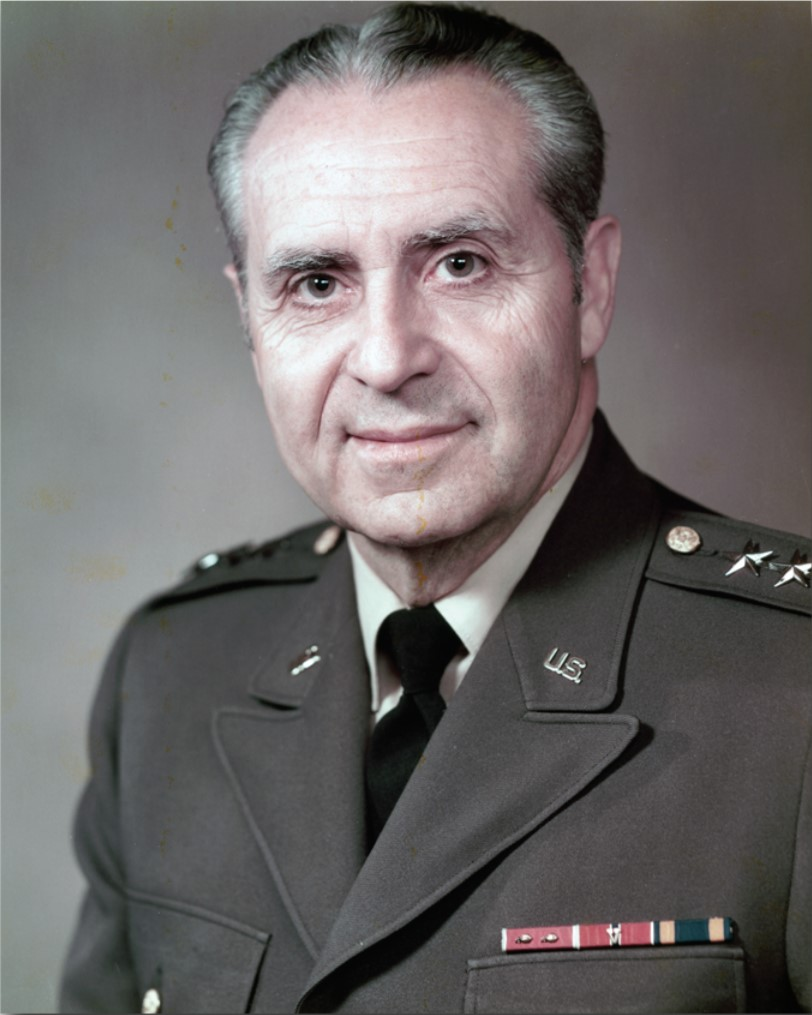
Lieutenant General George Sammet

George Sammet Jr. (* 18. September 1919 in Chicago, Illinois; † 18. Januar 2012 in Rockledge, Brevard County, Florida) war ein Generalleutnant der United States Army.
George Sammet war der Sohn der Eheleute George und Anne Sammet. Der jüngere George Sammet besuchte die öffentlichen Schulen seiner Heimat und studierte anschließend bis 1940 an der University of Illinois. Über deren ROTC-Programm gelangte er 1942 in das Offizierskorps des US-Heeres. In der Armee durchlief er anschließend alle Offiziersränge vom Leutnant bis zum Dreisterne-General. Bis 1945 diente er im 359. Feldartilleriebataillon. Während der folgenden zwei Jahre gehörte er dem Lehrkörper der Artillery School in Fort Sill in Oklahoma an.
In den Jahren 1955 bis 1957 war er an einer türkischen Artillerieschule (Turkish Artillery School) tätig. In jenen Jahren begann sein Interesse auf dem Fachgebiet Materialbeschaffung und Verwaltung. Hintergrund war eine Studie über verschiedene Probleme mit Militärfahrzeugen in der Türkei, an der er damals arbeitete. Mit dieser Studie machte er sich in Militärkreisen einen Namen als Sachverständiger auf dem Gebiet des militärischen Transportwesens.
In den Jahren 1957 bis 1959 war er Bataillonskommandeur bei der 1. Infanterie-Division. Danach gehörte er als Projektmanager zu einem Team, das an der Entwicklung der Panzerhaubitzen M109 arbeitete. Im Jahr 1962 arbeitete er zusammen mit General Frank S. Besson, Jr. und dessen Team an der Vorbereitung zur Gründung des United States Army Materiel Command (AMC).
Im weiteren Verlauf der 1960er Jahre wurde er zunächst für einige Zeit nach Südkorea versetzt, wo er den 4th U.S. Army Missile Command kommandierte. Anschließend übernahm er einige Aufgaben als Stabsoffizier im Department of the Army. Im August 1967 erfolgte seine Beförderung zum Brigadegeneral. Ab dem 1. September dieses Jahres gehörte er als Deputy Director of Development dem Stab des AMCs an. Es folgte eine weitere Versetzung nach Südkorea und eine weitere Verwendung als Stabsoffizier. Im November 1970 erfolgte seine Beförderung zum Generalmajor.
Ab 1973 gehörte George Sammet dauerhaft zum Stab des AMC. Im Jahr 1975 erfolgte seine Beförderung zum Generalleutnant. Im AMC stieg er bis zum stellvertretenden Kommandeur auf. Vom 1. Februar bis zum 17. Mai 1977 führte er kommissarisch das Kommando über diese Einheit. Damit überbrückte er die Zeit zwischen dem vorherigen Kommandeur John R. Deane, Jr. und dem Amtsantritt des Befehlshabers John R. Guthrie. Anschließend ging George Sammet in den Ruhestand.
Nach seinem Ausscheiden aus dem Militärdienst war George Sammet Geschäftsmann bei privaten Unternehmen. Unter anderem leitete er die Beschaffungsabteilung einer großen auf dem Verteidigungssektor tätigen Firma. Der mit Gail Mary Green (1940–2020) verheiratete Offizier starb am 18. Januar 2012 in Rockledge in Florida und wurde auf dem Nationalfriedhof Arlington beigesetzt.

## Orden und Auszeichnungen
George Sammet erhielt im Lauf seiner militärischen Laufbahn unter anderem folgende Auszeichnungen:
- Legion of Merit (3 x)
- Bronze Star Medal
- Air Medal
- Purple Heart